# Йоанна Батор
Йоанна Батор (пол. Joanna Bator, *2 лютого 1968, Валбжих) — польська письменниця, публіцистка та фельєтоністка. Член журі міжнародної Премії ім. Ришарда Капущинського, лауреатка Літературної нагороди Nike (2013) за роман «Темно, майже ніч».

## Життєпис
Вивчала культурознавство на Варшавському університеті. Закінчила також Школу суспільних наук при Польській Академії Наук. Її докторат з філософії одним із перших у Польщі був присвячений філософським аспектам феміністських теорій та дискусій, котру вели феміністки із психоаналізом та постмодернізмом.
В 1999—2008 роках Йоанна Батор працювала адьюнктом в Інституті філософії і соціології ПАН, в 2007—2011 роках викладала також в Польсько-японській вищій школі комп'ютерних технологій та інших вузах Варшави. Знається та є прихильницею японської культури. Після першого її дворічного перебування в Японії як стипендистки (JSPS, Cannon Foundation in Europe та Japan Foundation) вийшла її книга «Японське віяло» (2004, 2011), нагороджена Премією видавців та Премією ім. Беати Павляк в 2005 році.
З 2011 року Йоанна Батор присвячує час виключно писанню. Перша її книга «Жінка» (2002) не принесла сенсацій, натомість другий роман, «Піщана Гора» (2009) приніс успіх в Польщі та закордоном, а закріпив другий — «Хмурдалія» (2010). Наступним став роман «Темно, майже ніч» (2012).

## Публікації
- 2001 Фемінізм, посмодернізм, психоаналіз (Feminizm, postmodernizm, psychoanaliza)
- 2002 Жінка (Kobieta)
- 2004 Японське віяло (Japoński wachlarz)
- 2009 Піщана Гора (Piaskowa Góra)
- 2010 Хмурдалія (Chmurdalia)
- 2011 Японське віяло. Повернення. (Japoński wachlarz. Powroty)
- 2012 Темно, майже ніч (Ciemno, prawie noc)